# Nicolaikirche (Röbel)

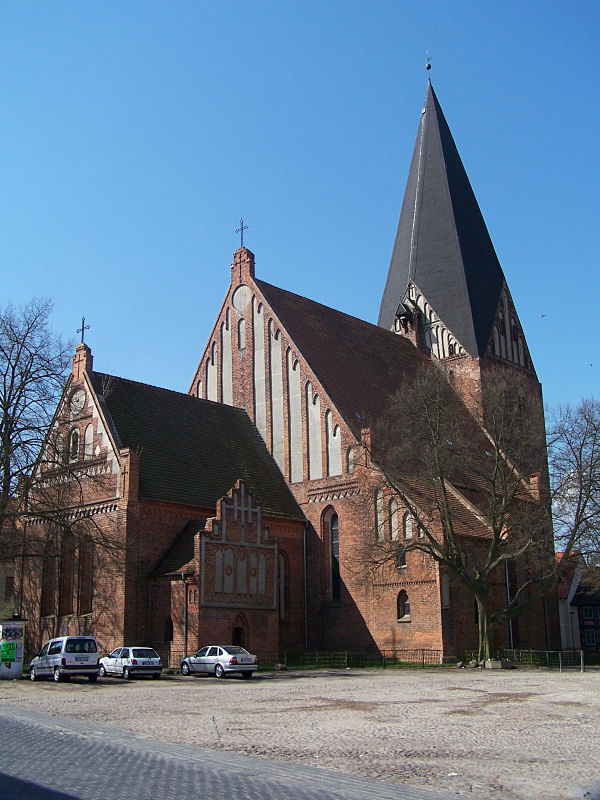
Nicolaikirche in Röbel

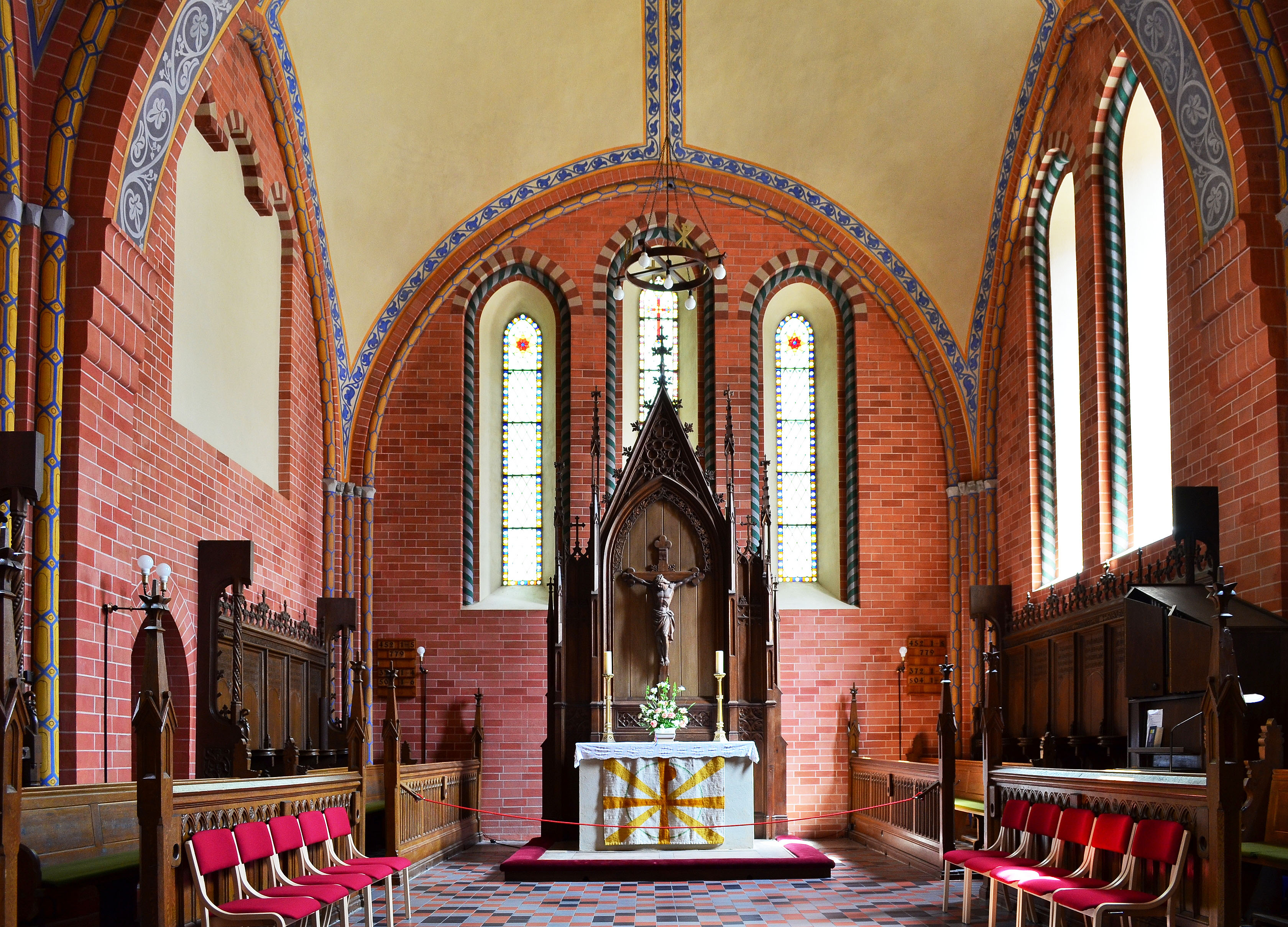
Altar mit Chorgestühl

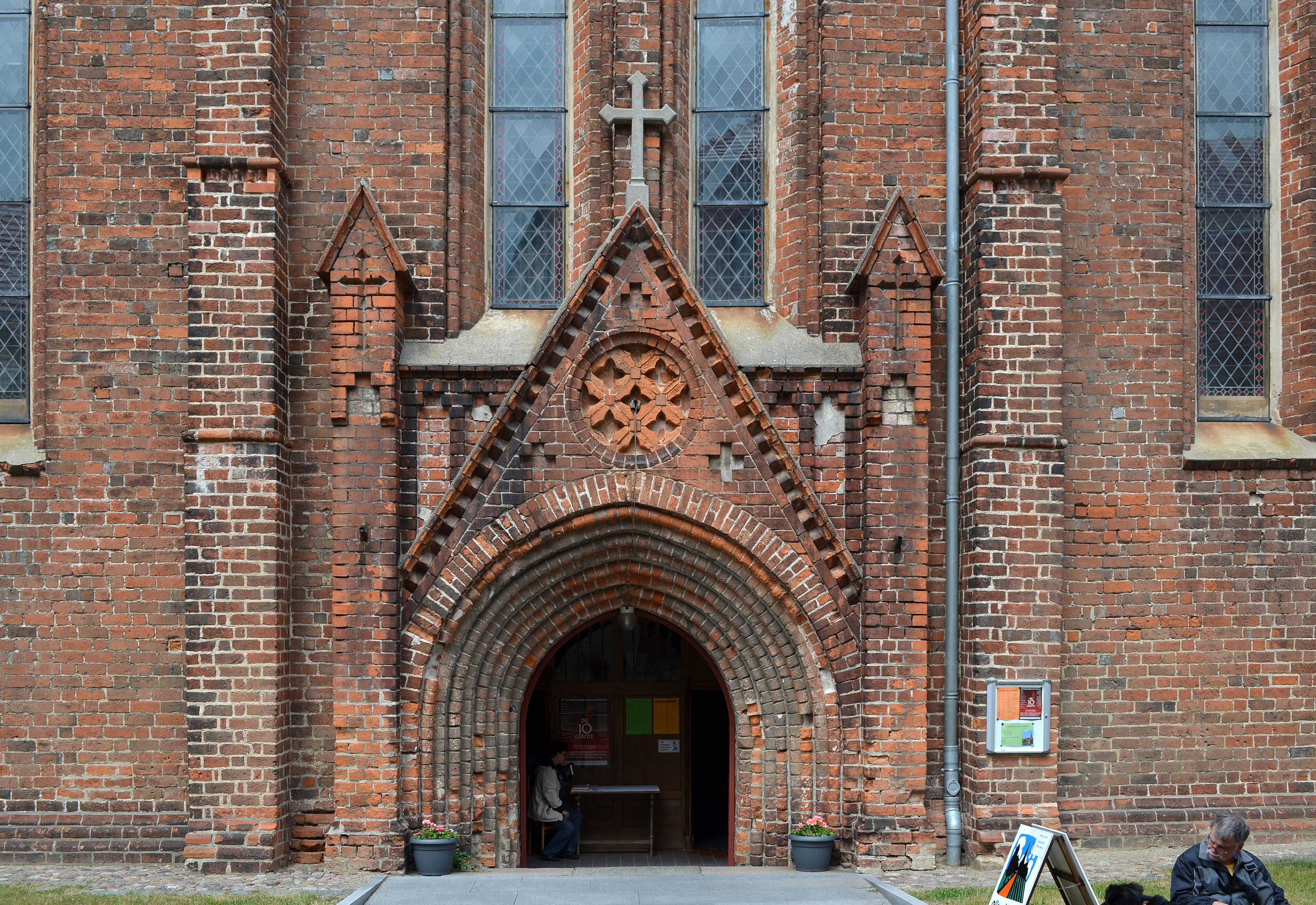
Portal

Die Nicolaikirche Röbel ist eine gotische Pfarrkirche im historischen Stadtkern von Röbel/Müritz im Landkreis Mecklenburgische Seenplatte in Mecklenburg-Vorpommern. Die Kirchengemeinde Röbel gehört zur Propstei Neustrelitz, Kirchenkreis Mecklenburg der Evangelisch-Lutherischen Kirche in Norddeutschland.

## Geschichte und Architektur
Röbel wurde 1226 gegründet und 1250 zur Stadt erhoben. Im 13. Jahrhundert wurden die Pfarrkirche St. Marien (um 1240) in der Altstadt und die Pfarrkirche St. Nikolai in der Neustadt erbaut.
Die Stadtkirche St. Nicolai, geweiht um 1275, ist ein frühgotischer Backsteinbau und ähnelt in der Anlage der St. Marienkirche in Röbel. Der Turm, das Langhaus, die Sakristei und der Chor sind kubisch hintereinander gestellt.
Der rechteckige Chor aus Feldsteinen mit seinen zwei Jochen und einer Hängekuppel (achtteiliges Domikalgewölbe) entstand zuerst ab der Mitte des 13. Jahrhunderts. Im Osten sind drei Fenstergruppen angeordnet.
Das Langhaus aus Backsteinen folgte etwas später – etwa am Ende des 14. oder Anfang des 15. Jahrhunderts – als eine dreischiffige Hallenkirche mit drei Jochen und fast quadratischen Gewölbefeldern. Dabei ist das Mittelschiff etwas schmaler als der Chor.
Das Kreuzgratgewölbe aus dem 14./15. Jahrhundert wurde bemalt und imitiert. Es steht auf Achteckpfeilern mit halbrunden vorgelagerten Bündelpfeilern und hat eine spätgotische Malerei mit Rankenmotiven.
Die schlanken, leicht spitzbogigen Fenster mit Rundstabprofilen sind paarweise angeordnet. Schlanke Strebepfeiler stützen das Gebäude.
Das Äußere wird geprägt durch die Zierfriese als so genanntes Deutsches Band, die Rundbogenfriese am Chor, den Treppenfries und die Bogenfriese mit Kleeblättern am Langhaus. Der Chorgiebel mit Backsteinmustern ist prägnant.
Auch die Chorpforte am Anbau ist eigenwillig.
An der Südseite befindet sich ein Portal mit einem frühgotischen Wimperg, das mit vier Rundstäben stark profiliert ist. Ein einfaches Nordportal und ein Westportal zur Turmvorhalle mit Fialen in den Flanken und ebenfalls mit einem Wimperg ergänzen die Eingänge.
Die Sakristei am Chor an der Nordseite hat einen reich verzierten Staffelgiebel.
Die Kirche wurde 1867 saniert und dabei wurden die Gewölbemalereien des 14./15. Jahrhunderts übermalt. Der Gesamteindruck ist trotz unterschiedlicher Bauzeiten einheitlich.
Das Dach des Schiffes wurde von 1986 bis 1987 neu eingedeckt, gleichzeitig wurden notwendige Aufräumarbeiten durchgeführt. Die Bleiglasfenster wurden 1994 repariert, der Vorbau einer Schutzverglasung erfolgte 1995. Der Fußboden im Altarraum wurde 1995 erneuert, 1996 wurde eine Fußbodenheizung eingebaut. Der Altarraum wurde ebenfalls 1996 malerisch ausgestaltet, die Eingangstüren wurden 1997 renoviert. Seit 1999 kann die Kirche für Ausstellungen genutzt werden. Das Kirchenschiff wurde 1999 malerisch renoviert und die Treppe zur Empore wurde 2002 repariert.
Von 1986 bis 1990 war Gottfried Timm Pastor der Nicolaikirche.

### Turm
Der quadratische, etwas gedrungene Westturm aus Backsteinen entstand wahrscheinlich auch im 15. Jahrhundert. Er hat vier Giebel und einen achtseitigen Turmhelm über vier mit Putzblenden versehenen Schildgiebeln. Die Gliederung erfolgt durch Blendenschmuck. Die Turmvorhalle wurde bei einem Umbau im 19. Jahrhundert eingerichtet, sie ist durch seitliche Türen begehbar. Die Turmhalle ist kreuzgewölbt und im Gegensatz zur sonstigen Kirche unrestauriert und wird zurzeit (2012) als Abstellraum genutzt. Das Turmdach wurde 1985 mit Mitteln der bayrischen Landeskirche neu eingedeckt.

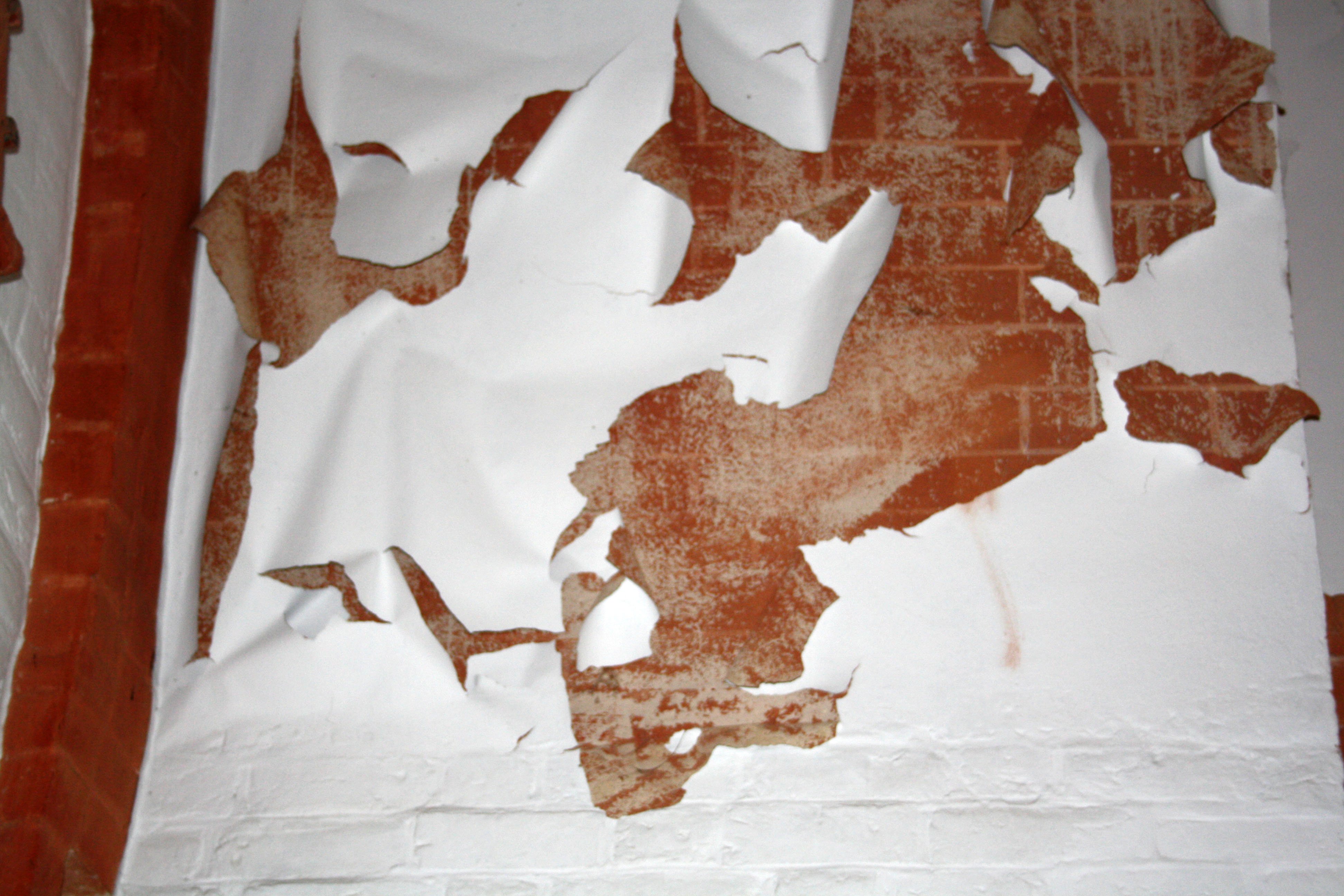
Unrestauriertes Gewölbe in der Turmhalle
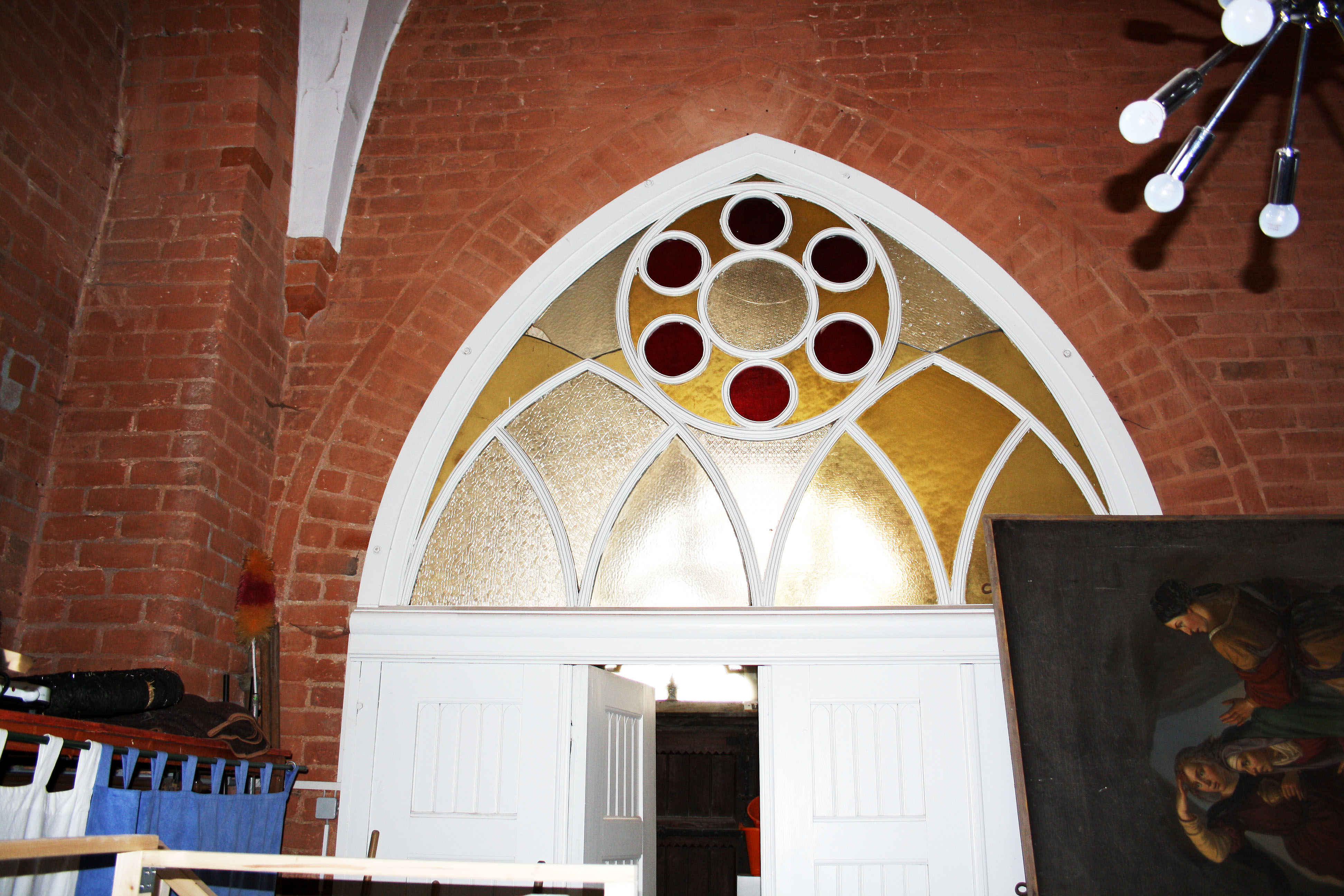
Turmhalle, zurzeit als Lager genutzt
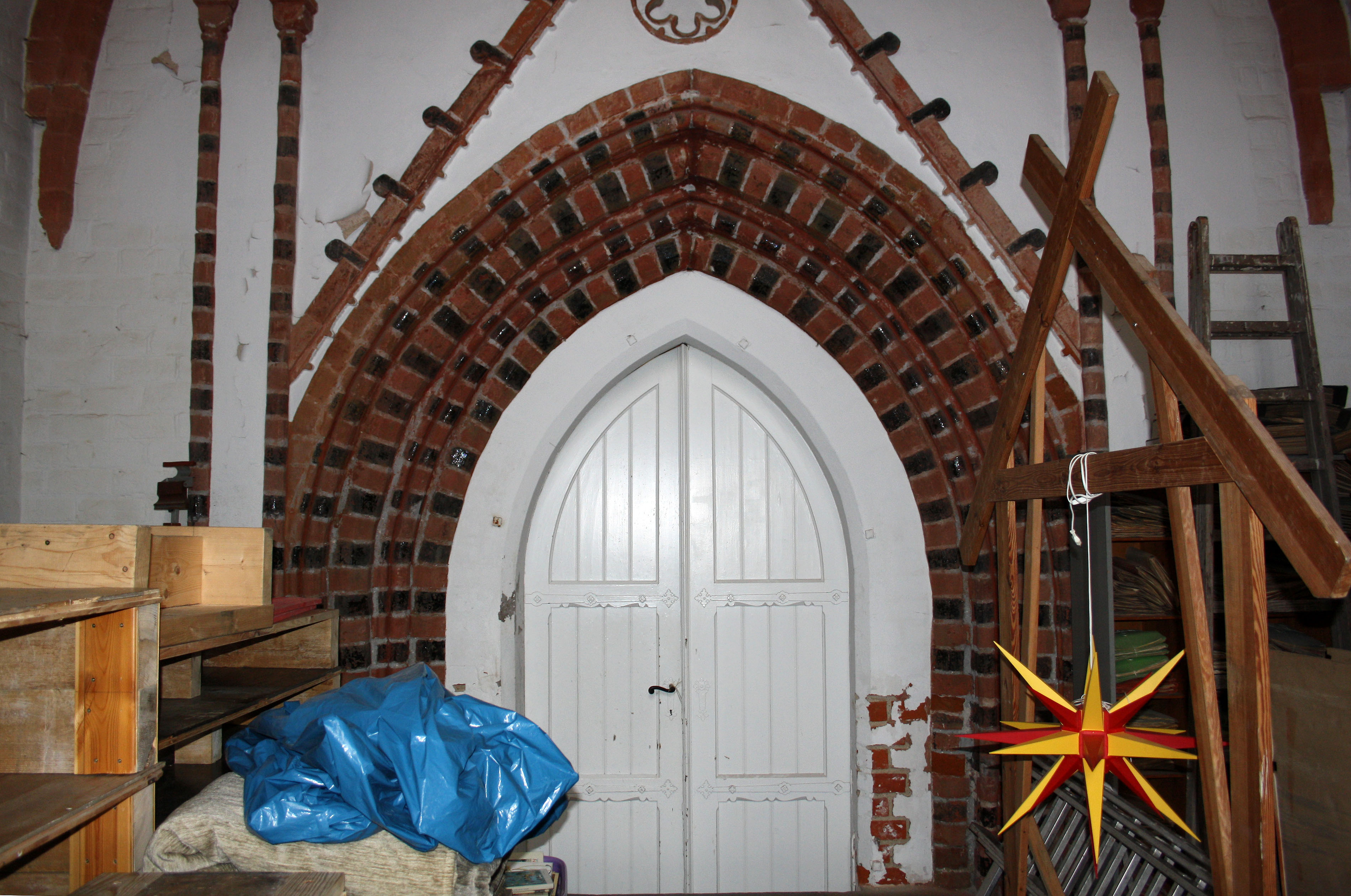
Turmhalle, Eingang zum Schiff
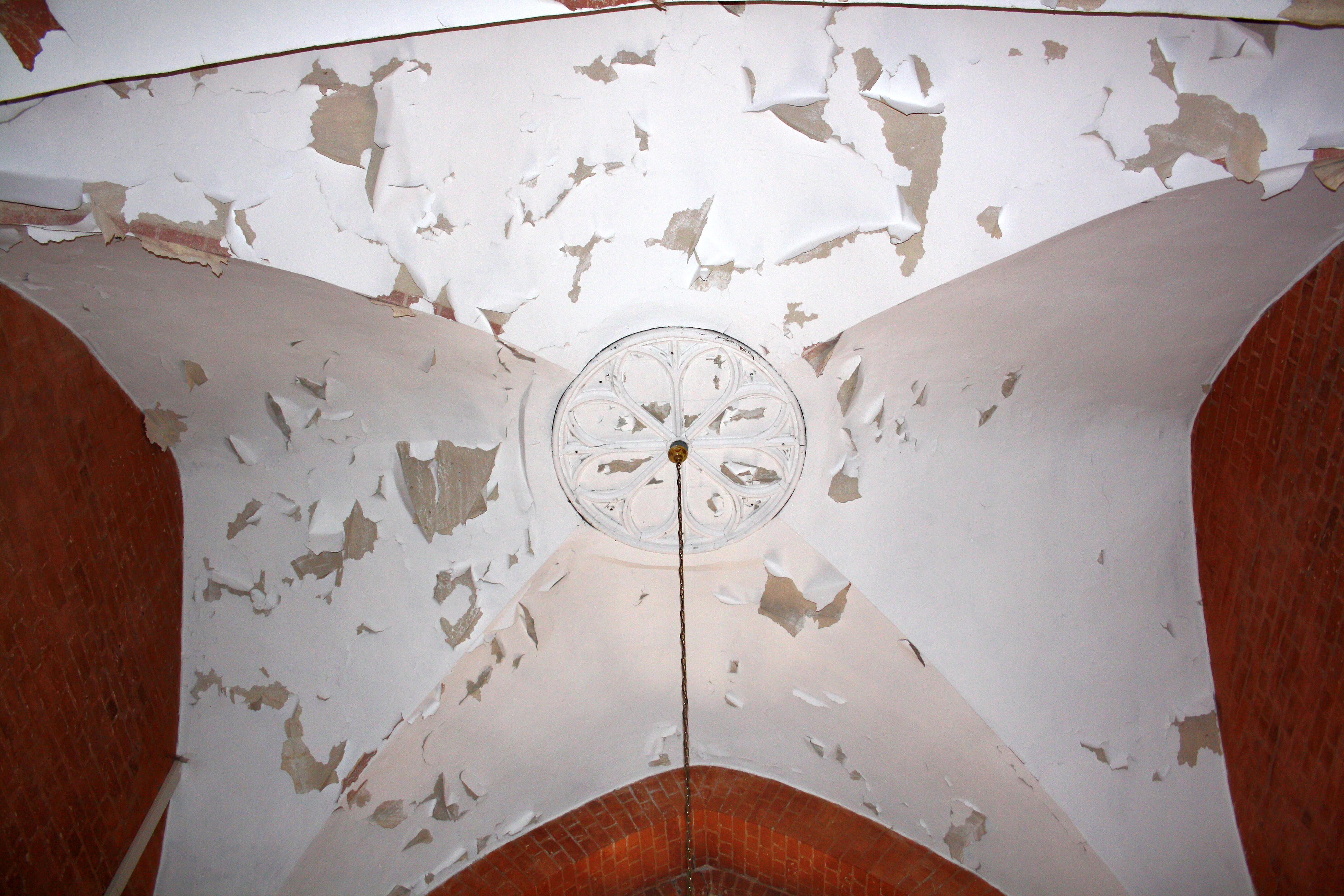
Turmhalle, Gewölbe unrestauriert

### Spätgotische Malereien
Im Rahmen einer Restaurierung im Jahr 2000 wurden im Gewölbe spätgotische Malereien freigelegt, wissenschaftlich dokumentiert und anschließend wieder übertüncht. Ein Kopf in den Gewölbezwickeln ist wieder freigelegt.

## Ausstattung

### Altaraufbau

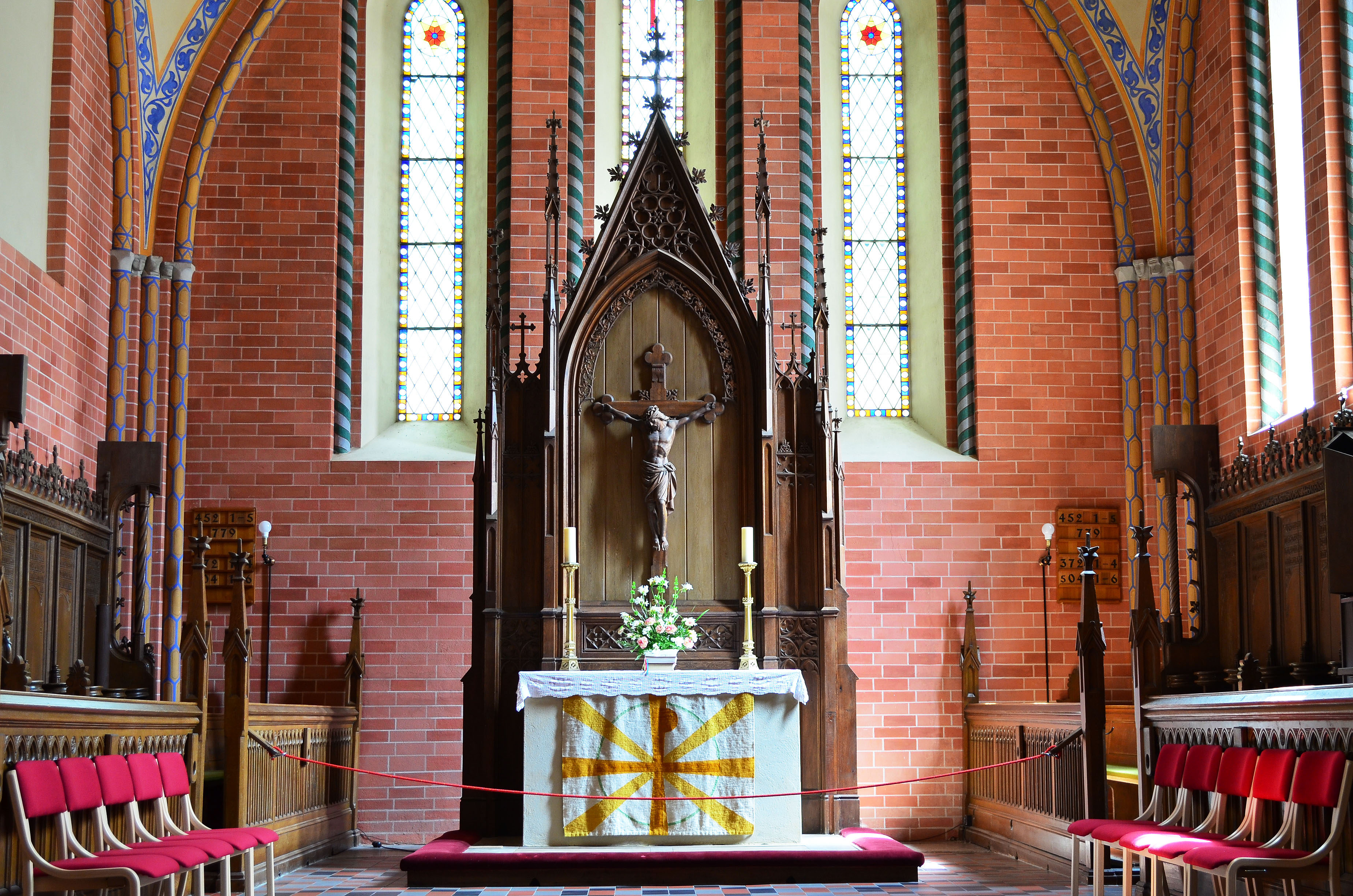
Hochaltar

Der Hochaltar im Chor wurde um 1280 geweiht. Der neugotische Altaraufbau ist eine Arbeit aus der Zeit von 1867 bis 1869. Er ist aus Holz gearbeitet und in Form einer gotischen Blendnische gestaltet. Er wird von zwei Strebepfeilerpaaren und einigen Fialtürmchen flankiert. Der Spitzbogen ist mit einem Wimperg bekrönt. In der Mitte der Altarwand häng ein aus Holz geschnitztes Kruzifix. Es wurde von einem Künstler aus Paderborn geschaffen.

### Chorgestühl

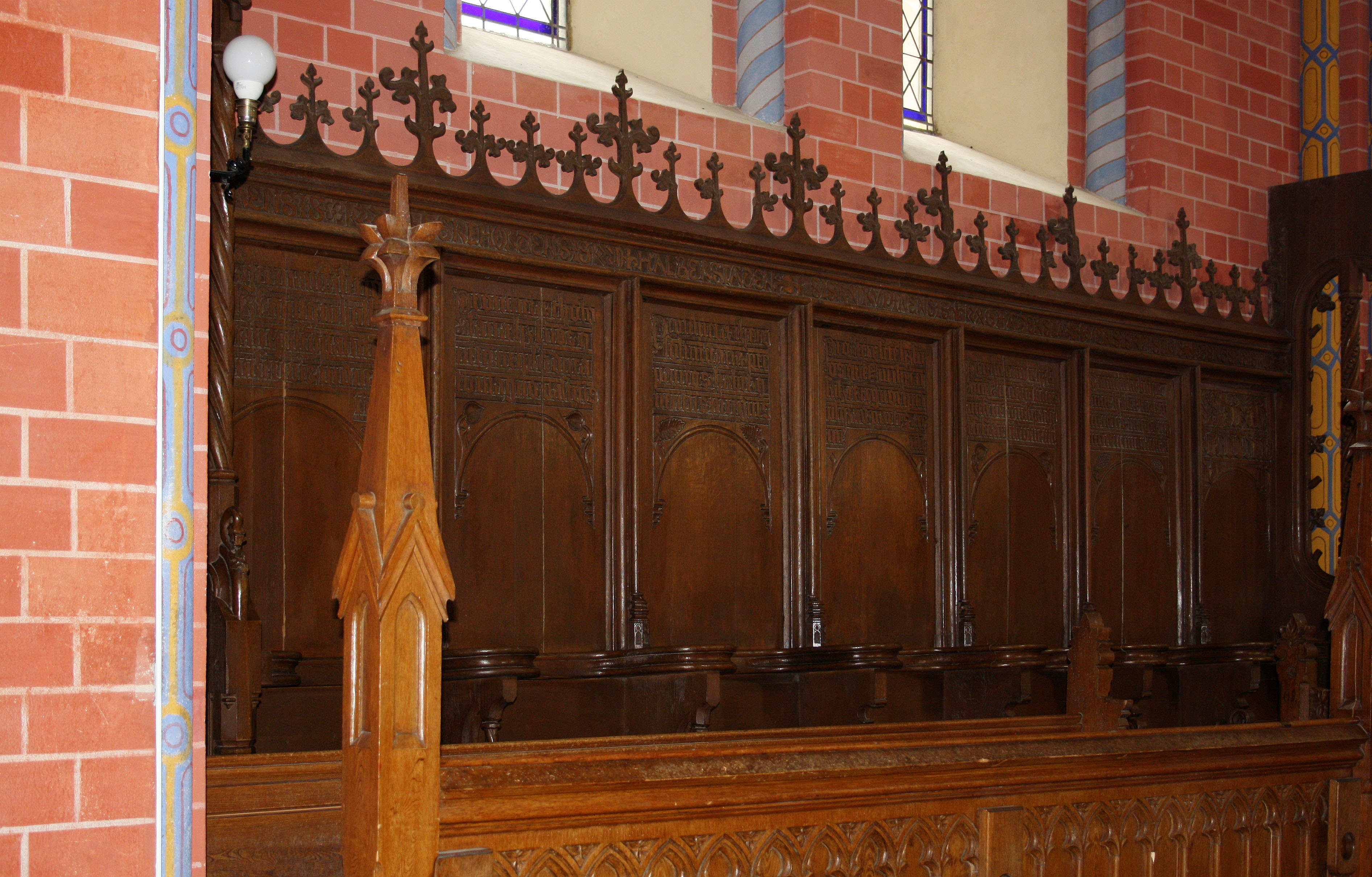
Chorgestühl

Das bemerkenswerte Chorgestühl der Nikolaikirche von 1519 mit dreißig Sitzen stammt aus dem früheren Dominikanerkloster Röbel. Es wurde von Bruder Urban Schumann gefertigt. An den Seiten sind geschnitzte Frauen- und Männerköpfe, die Wangen weisen Rankenschnitzereien auf und an der Rückwand im Chorgestühl (Dorsale) sind geschnitzte Inschriften über Rundbögen. Über den Inschriften werden bei dreizehn Chorstühlen Städte aufgeführt, in denen in der Ordensprovinz Saxonia Konvente des Dominikanerordens bestanden, und zwar unter Angabe der Jahreszahl der Gründung des jeweiligen Konvents. Das Gestühl ist unvollständig und wurde nicht mehr in seiner ursprünglichen Reihenfolge aufgestellt.

### Orgel

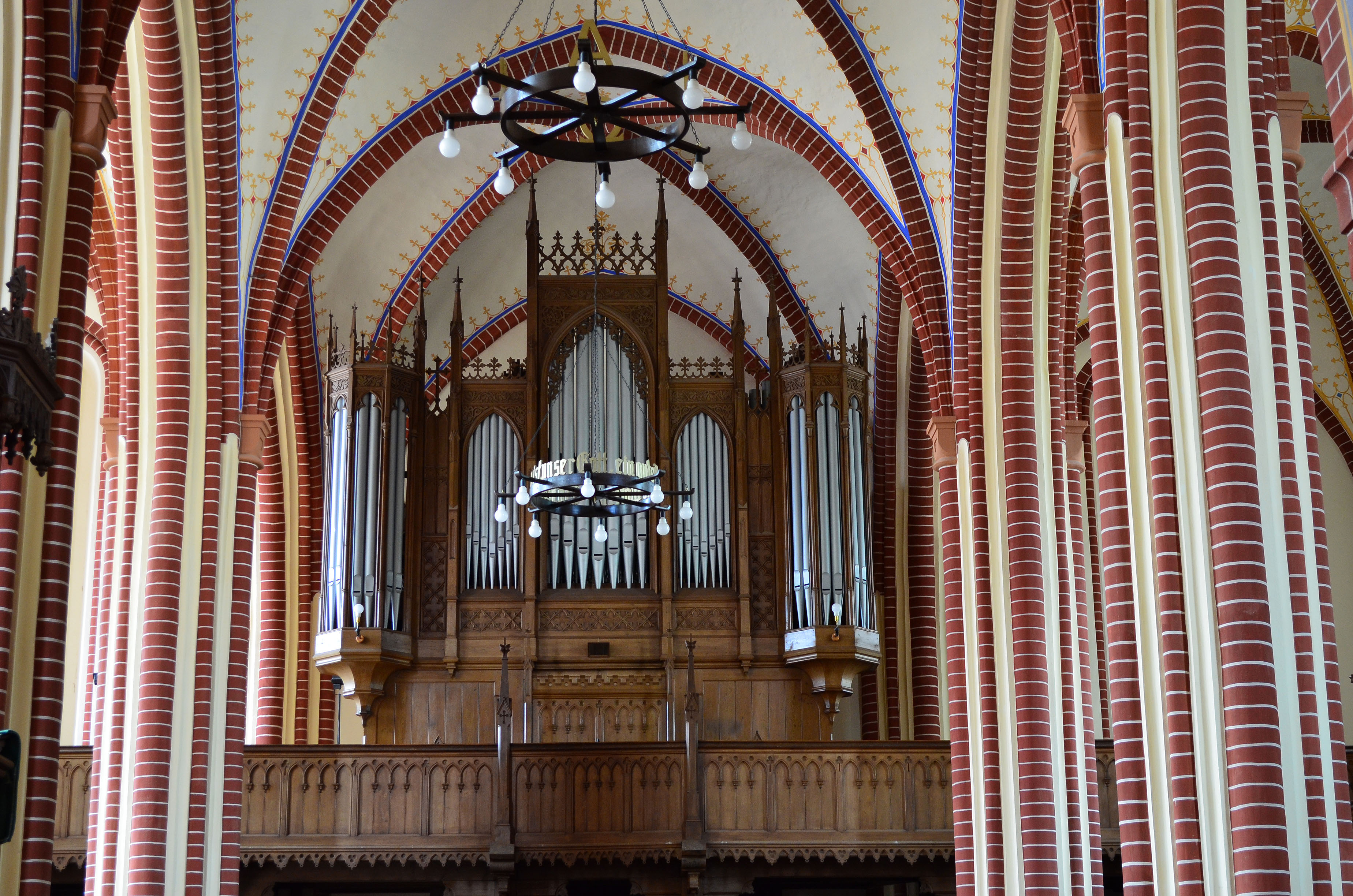
Die Orgel

Die Orgel wurde 1894 in Frankfurt (Oder) von Wilhelm Sauer für die Johanniskirche in Neubrandenburg gebaut. Die 20 Register sind auf zwei Manuale und Pedal verteilt. Das Instrument ist mit einer Kegellade mit pneumatischer Register- und mechanischer Tontraktur ausgestattet.
Die Johanniskirche bekam 1987 eine neue Orgel und so kaufte die Gemeinde das Instrument. Die Aufstellung wurde durch die Ereignisse der Wendezeit verzögert und wurde 1993 realisiert.

### Taufstein
Der gut erhaltene Taufstein ist mit einer Darstellung rundbogiger Arkadenarchitektur mit einem Blattrankenfries geschmückt. stammt aus der ersten Hälfte des 13. Jahrhunderts.
Ein anderer alter Taufstein steht vor dem Eingangsportal.

### Grabplatte Kassubius

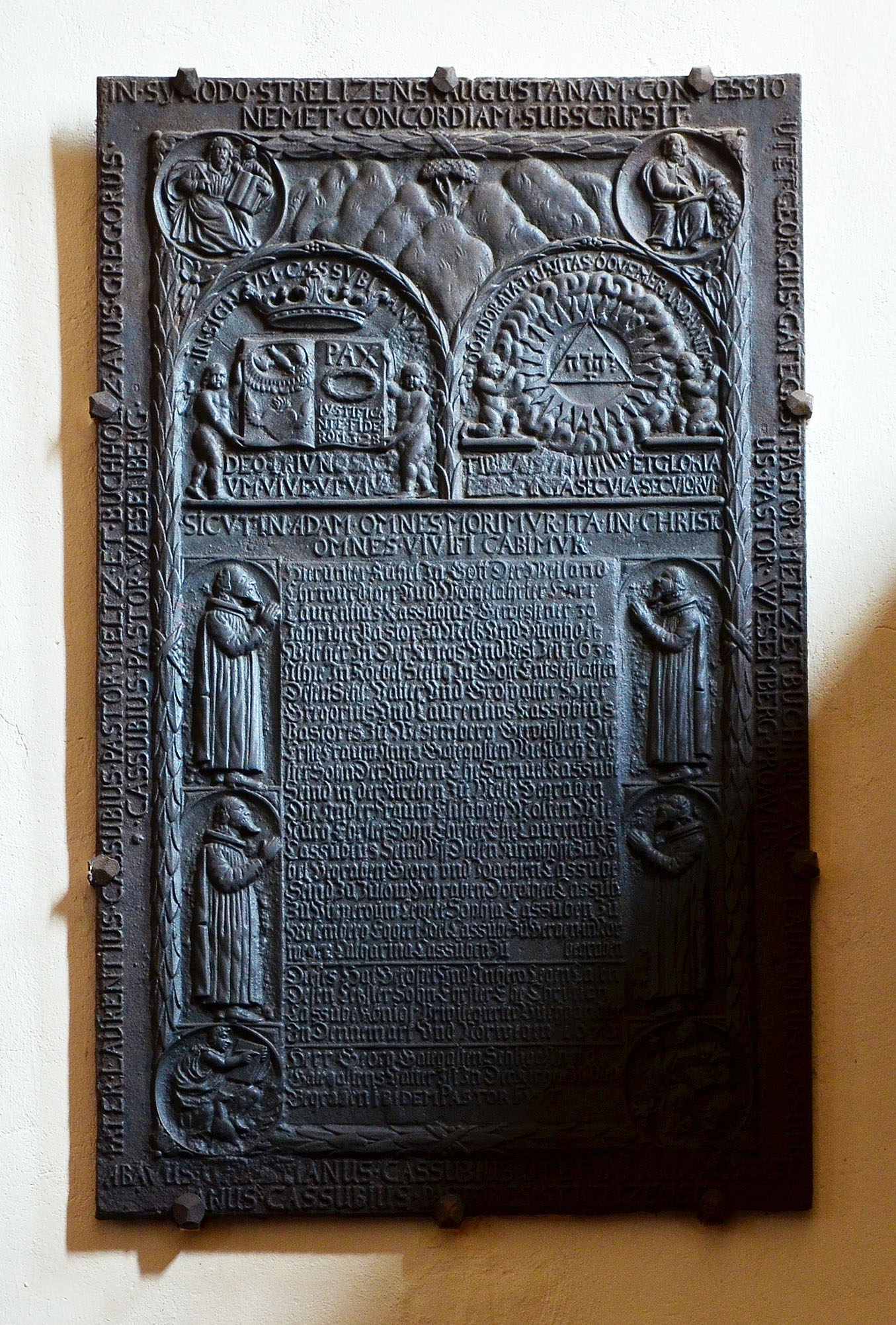
Grabplatte Kassubius

Eine eiserne Grabplatte von 1673 für die Familie Kassubius ist mit deren Wappen und Symbolen der Evangelisten, sowie der Darstellung von Pastoren aus der Familie versehen. Sie wurde aus Eisen gegossen. Ursprünglich lag sie im Mittelschiff über dem Grab des Pastors Laurentius Kassubius, er verstarb 1638 in Röbel.

### Sonstige Ausstattung
- Am Triumphbogen findet sich eine Aposteldarstellung aus der Zeit vom Ende des 15. Jahrhunderts.
- Der Schalldeckel der neugotische Kanzel am südlichen Pfeiler ist von einer durchbrochenen Turmspitze bekrönt. Sie wurde Anstelle einer barocken Kanzel von 1667 angebracht.
- Von den ursprünglich drei Bronzeglocken ist nur eine erhalten.

Ansichten
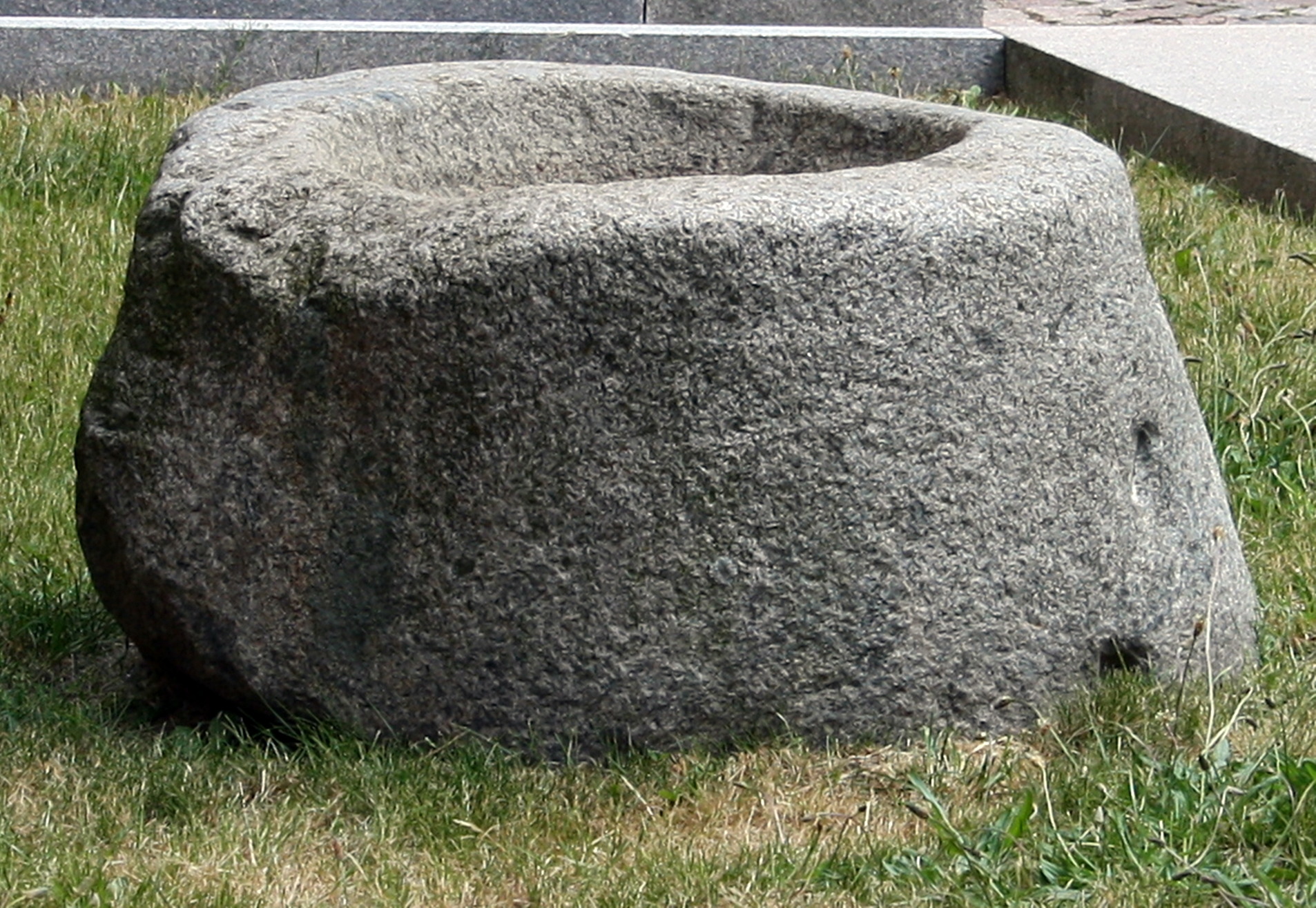
Alter Taufstein vor der Kirche
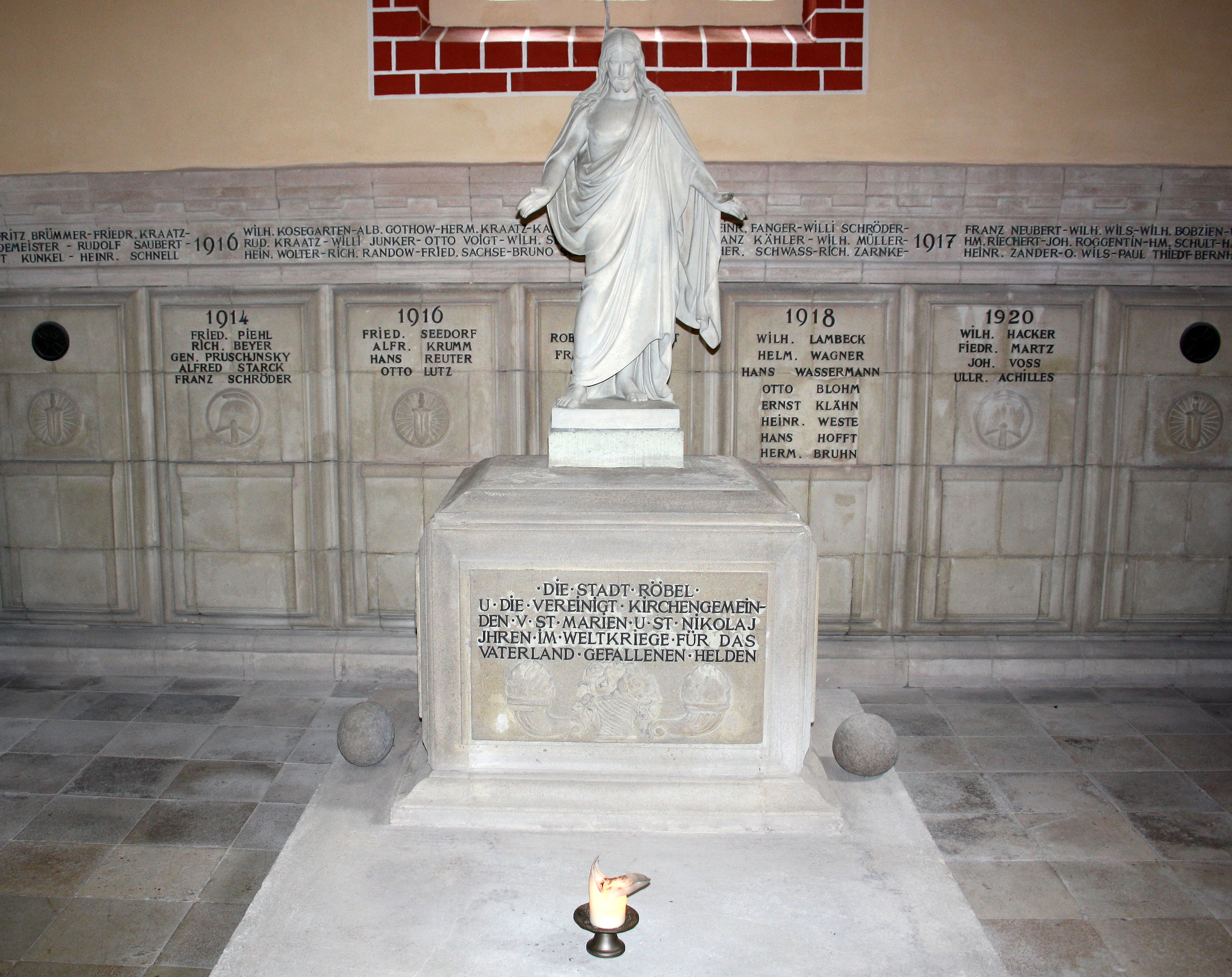
Gedenkkapelle
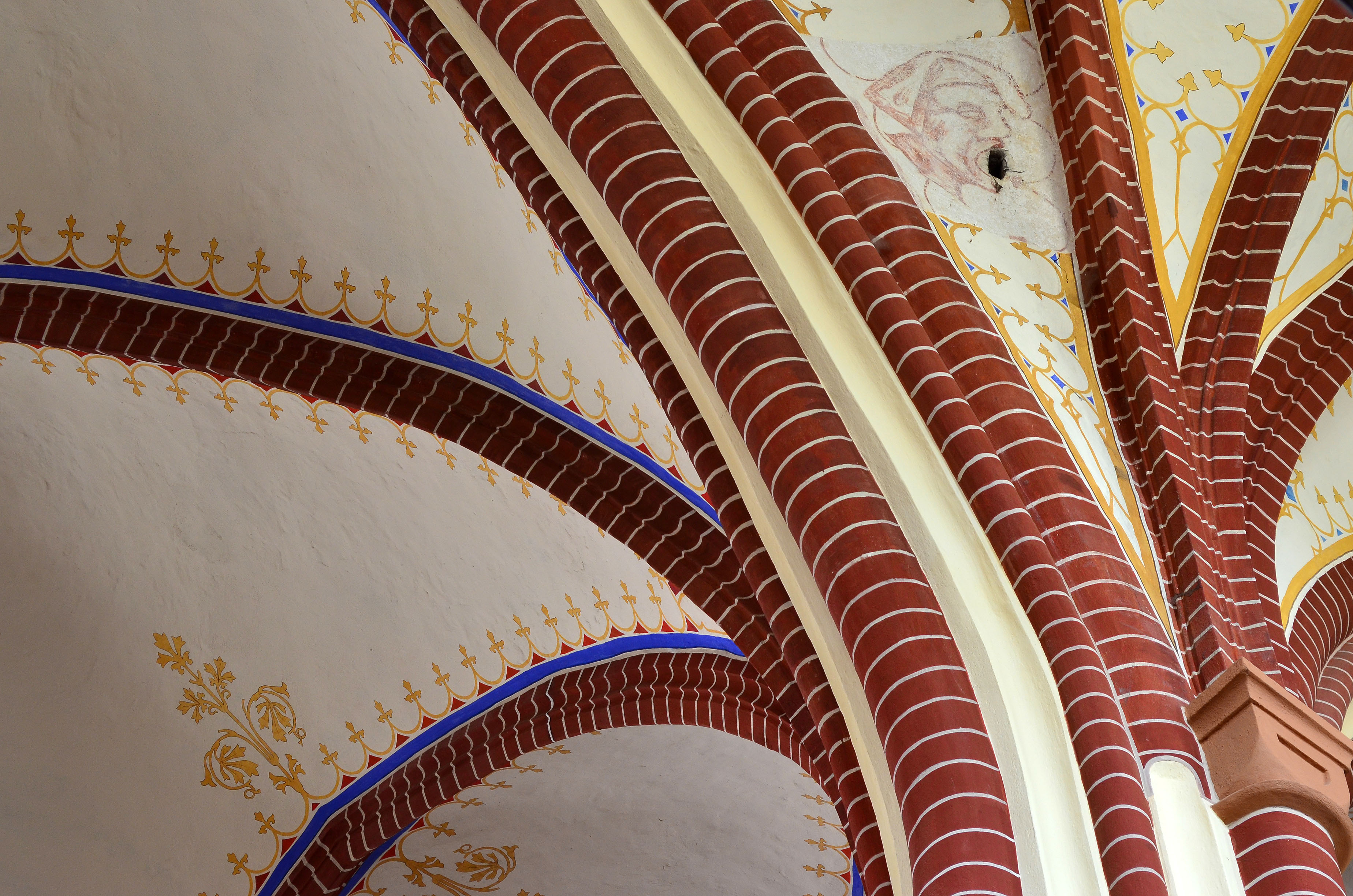
Fragment der freigelegten Malerei
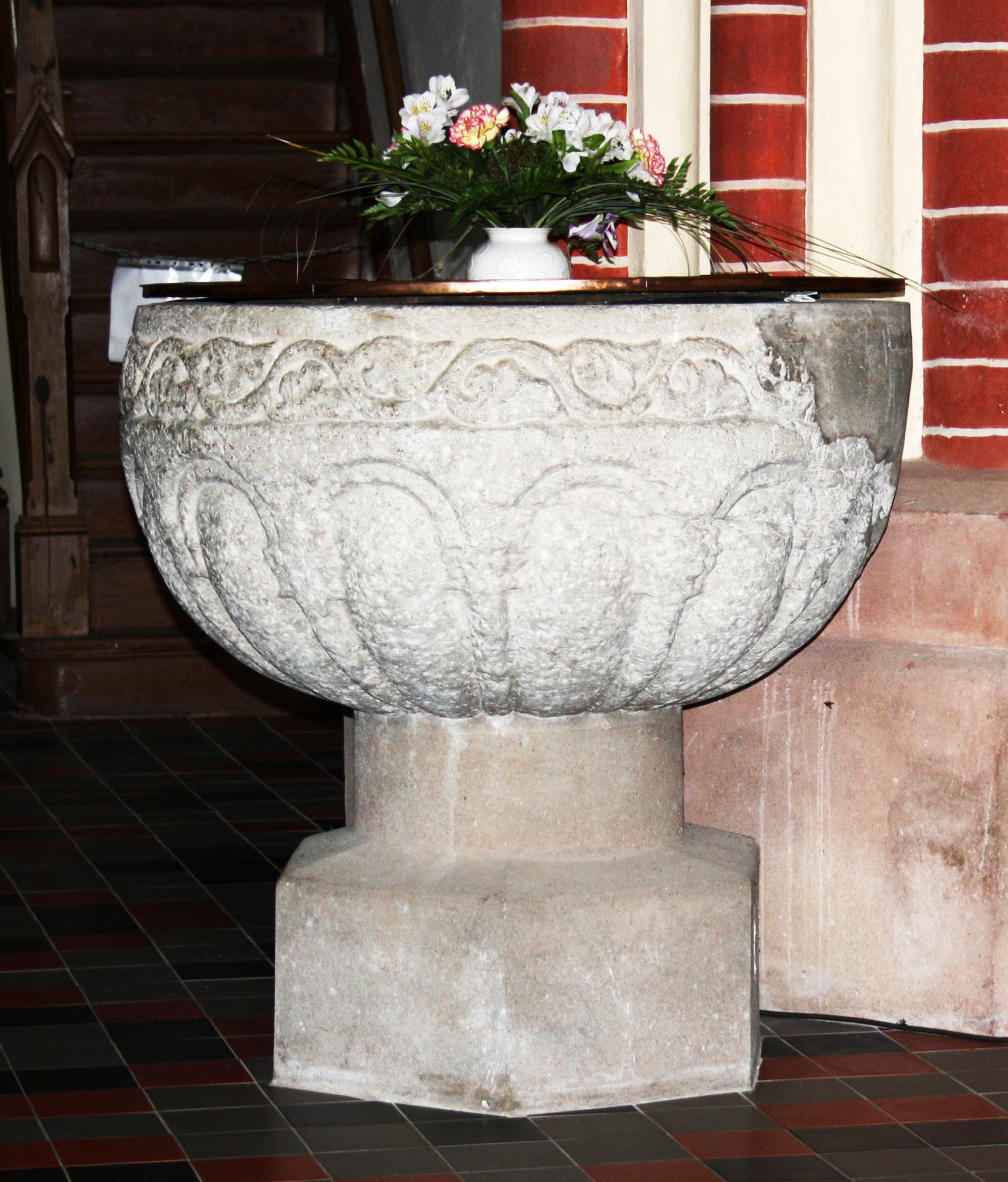
Taufstein mit neuzeitlicher Ergänzung
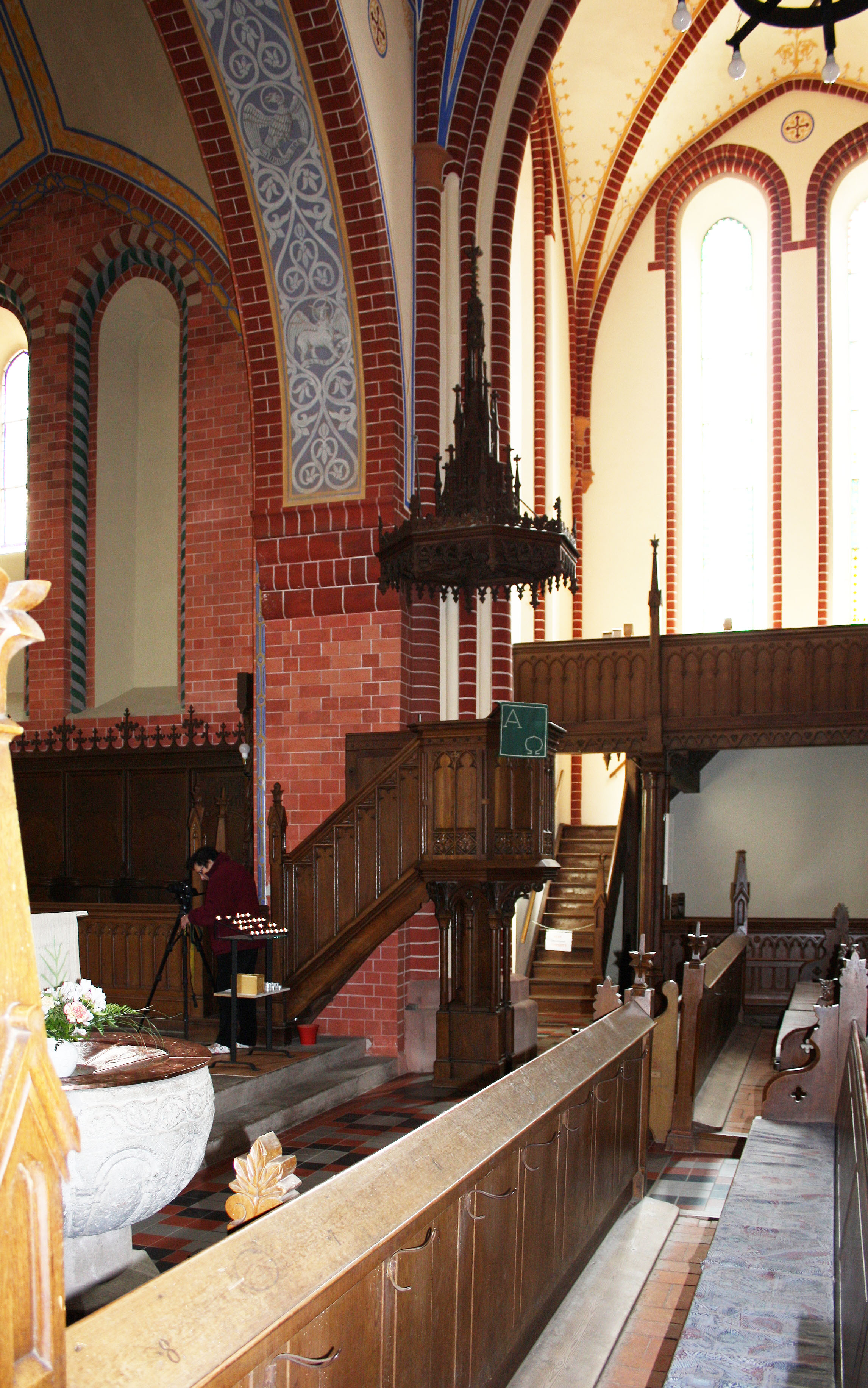
Die Kanzel